# Stettiner Straßen-Eisenbahn-Gesellschaft
Die Stettiner Straßen-Eisenbahn-Gesellschaft war die Vorgängerin der heutigen Straßenbahn Stettin.

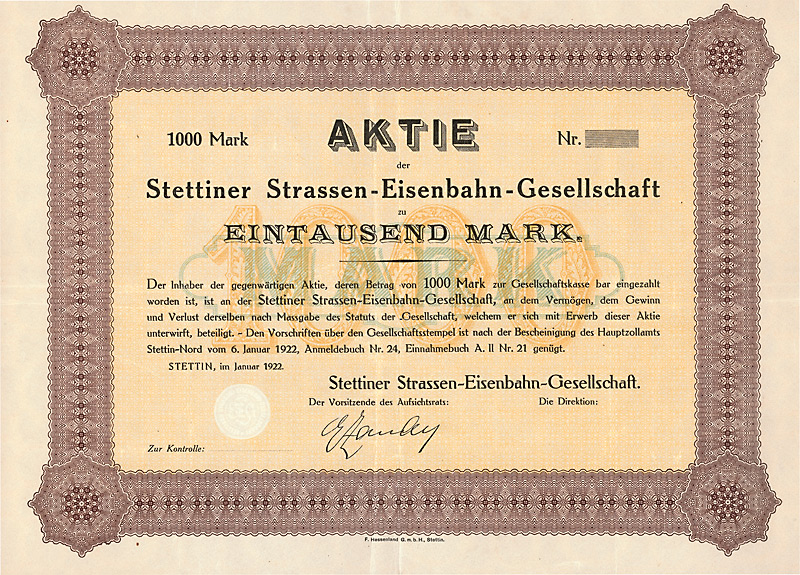
Aktienblankette der Stettiner Strassen-Eisenbahn-Gesellschaft vom Januar 1922

Bereits im Jahre 1878 hatten die Stadt Stettin, damals Sitz des Oberpräsidenten für die preußische Provinz Pommern, und der Landkreis Randow dem Ingenieur Johannes Büsing das Recht zum Bau und Betrieb von Straßeneisenbahnen in der Stadt und dem Umland eingeräumt. Diese Rechte übertrug er auf die am 25. März 1879 als Aktiengesellschaft gegründete Stettiner Straßen-Eisenbahn-Gesellschaft.

## Pferdebahn

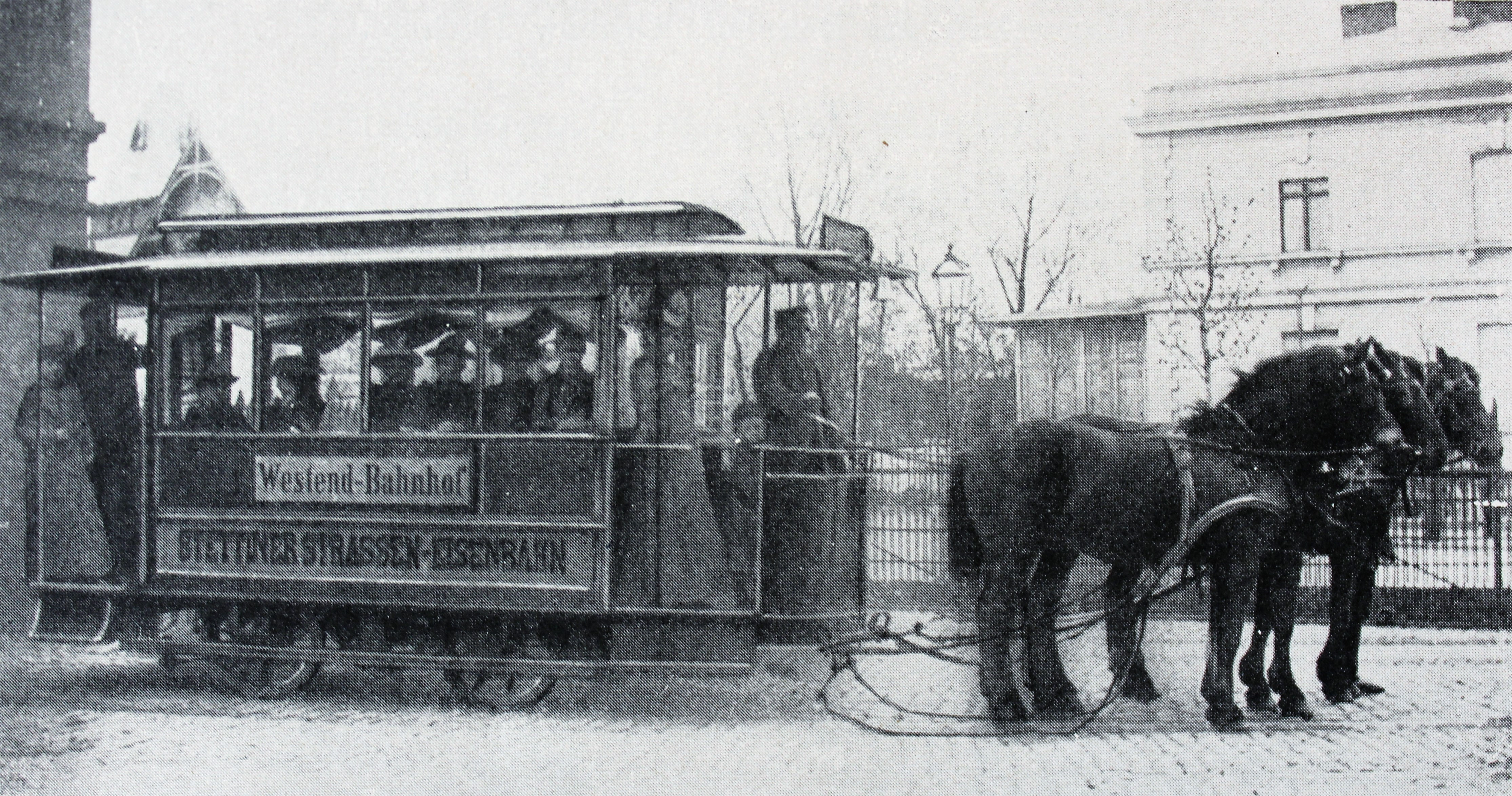
Pferdebahnwagen

Schon am 23. August 1879 konnte die 5,03 Kilometer lange erste Pferdebahnlinie Westend – Berliner Tor – Rossmarkt – Königstor – Pölitzer Straße – Elysium (Grünhof) eröffnet werden, der am 16. Oktober 1879 die zweite folgte: Odertor – Berliner Tor – Luisenstraße – Königstor – Grabow – Frauendorf mit 6,33 Kilometern Länge. Die Betriebshöfe entstanden im Westend an der Falkenwalder Straße und in Züllchow.
Der Betrieb auf dem eingleisigen Netz entwickelte sich zufriedenstellend, so dass schon nach wenigen Monaten zeitweise alle 12 Minuten gefahren wurde, seit 1880 ganztägig. Nachdem Stettin im Jahr 1885 mit 100.000 Einwohnern zur Großstadt angewachsen war, umfasste das Streckennetz 1887 die folgenden drei Linien
- Elysium – Luisenstraße – Oberwiek/Bahnhof – Cap Chérie
- Bellevue – Berliner Tor – Grabow – Frauendorf
- Falkenwalder Straße – Breite Straße –(Sommer)– Dampfschiffbollwerk

Die Statistik für 1891 nennt ein Netz von bereits 16,8 Kilometern, auf dem 195 Pferde mit 39 Wagen zur Verfügung standen. Einige Jahre später erwog man die Elektrifizierung der Pferdebahn, zumal es an einigen Stellen im Stadtgebiet erhebliche Steigungen gab, die teure Vorspannleistungen erforderlich machten. Man beauftragte die Allgemeine Elektricitäts-Gesellschaft (AEG) in Berlin mit der Planung einer elektrischen Bahn; die Bauausführung begann im Sommer 1896.

## Elektrische Straßenbahn

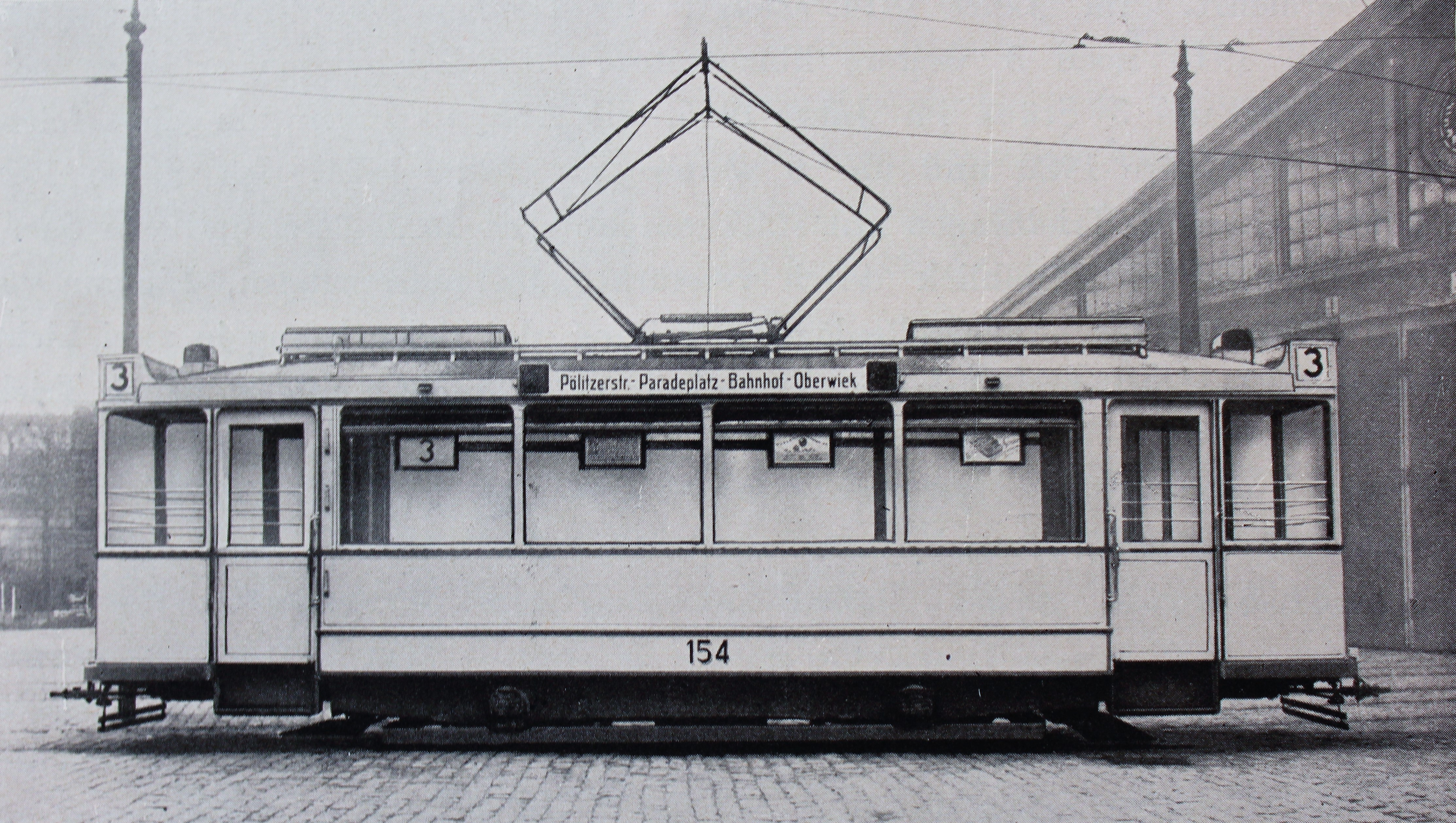
Elektrischer Straßenbahnwagen des Typs „Bremen“ in den 1920er Jahren

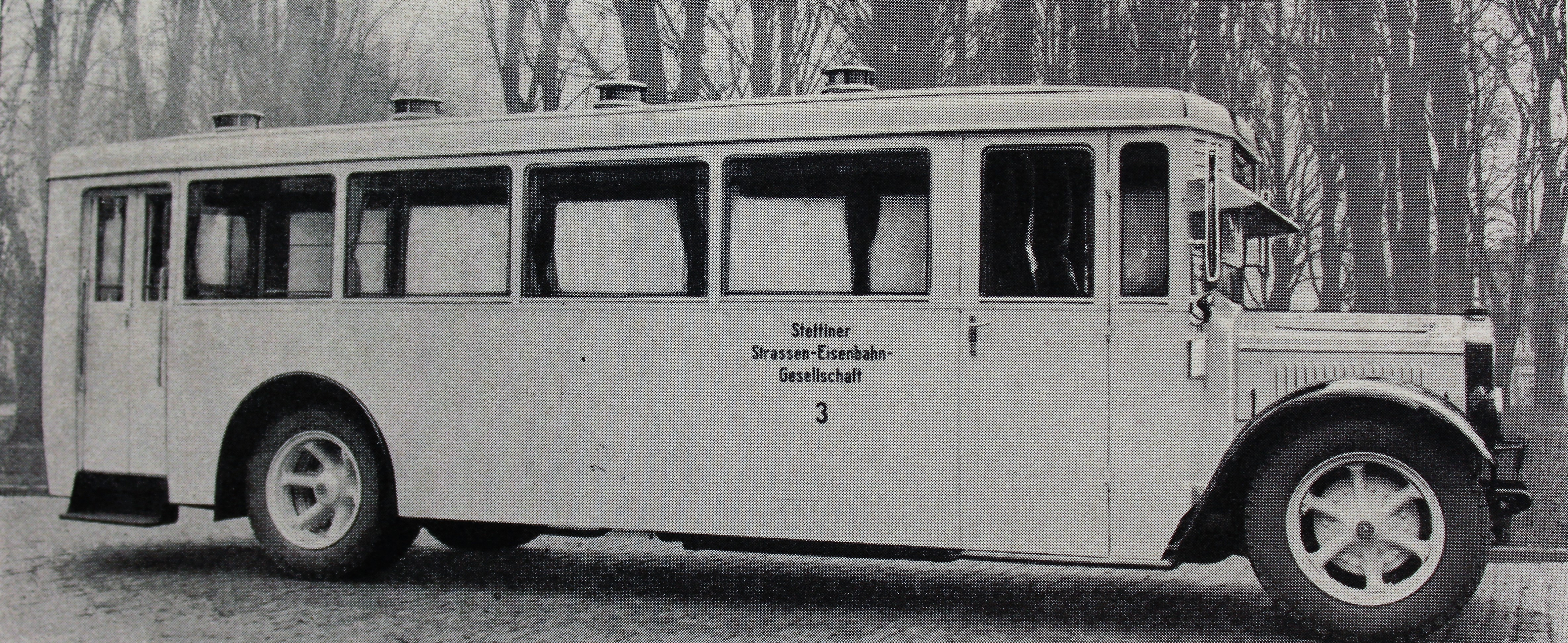
Ein von den Kraftomnibussen der SSEG in den 1920er Jahren

Die erste elektrisch betriebene Straßenbahn verkehrte ab 4. Juli 1897 vom Westend zur Breiten Straße; diese 2,6 Kilometer lange Bahn wuchs bis zum Ende des Jahres 1897 auf 18,6 Kilometer Länge meist zweigleisiger Strecken an, so dass im Mai 1898 die letzte Pferdebahn ihren Betrieb einstellen konnte.
Mit dem ständigen Anwachsen der Einwohnerzahl (im Jahr 1900 waren es bereits 200.000) wuchs auch das Straßenbahnnetz ziemlich schnell.
Am 1. Oktober 1903 gab es fünf Linien auf 25,9 Kilometern Strecken:
- Westend, Molkerei Eckerberg – Breite Straße
- Tiergarten – Friedhof Nemitz
- Bellevue – Bredow – Frauendorf
- Ringbahn
- Hauptbahnhof – Lange Straße

Im Jahr 1912 besaßen die acht Linien bereits Liniennummern und farbige Signalscheiben:
1  (Gelb) Neu Westend – Berliner Tor – Lastadi e – Altdammer Straße
2  (Grau) Berliner Tor – Schinkelplatz – Hauptfriedhof
3  (Orange) Hbf – Paradeplatz – Eckerberger Wald
4  (Grün) Tiergarten – Bollwerk – Kohlmarkt – Arndtplatz/Grünstraße
5  (Blau) Alleestraße – Königsplatz – Dunzig-Fähre
6  (Weiß) Hbf – Bollwerk – Grenzstraße/Pölitzer Straße
7  (Rot) Bellevuestraße – Königstor – Grabow – Frauendorf
8  (Schwarz) Schinkelplatz – K-Wilhelm-Straße – Birkenstraße/Grabower Straße
Der Erste Weltkrieg und seine Folgen brachten ab 1914 zahlreiche Einschränkungen des Betriebes; immerhin wurde 1919 die Paketbeförderung zwischen einigen Postämtern im Stadtgebiet aufgenommen.
Im Jahr 1924 übernahm die Stadt Stettin die Mehrheit des Aktienkapitals an der Straßenbahngesellschaft, die ihr Angebot nun weiter ausdehnte, so dass am Ende des Jahres 1930 eine Betriebslänge von 49,96 Kilometern vorlag:
1  Rennbahn – Flughafen (11,6 km)
2  Berliner Tor – Wendorf (3,5 km)
3  Pommerensdorf – Eckenberger Wald (8,1 km)
4  Hauptbahnhof – Krankenhaus (5,8 km)
5  Braunsfelde – Dunzig (5,8 km)
6  Hauptbahnhof – Zabelsdorf (5,7 km)
7  Bellevue – Gotzlow (9,6 km) (1927/28 ab Frauendorf verlängert)
Bereits am 7. Dezember 1928 war zusätzlich ein Kraftverkehrsbetrieb eingerichtet worden, der bei Beginn des Zweiten Weltkrieges neun Buslinien (63,9 km), davon zwei Stadtlinien (8,1 km) und sechs Überlandlinien von Stettin nach – Altdamm (6,5 km); – Rosengarten (7,7 km); – Hökendorf (4,7 km); – Podejuch (6,5 km); – Falkenwalde (9,8 km); – Neuenkirchen (10 km) sowie eine von Gotzlow nach Pölitz (10,6 km) umfasste.

## Eingliederung in die Stettiner Stadtwerke
Die Hauptversammlung der Straßenbahngesellschaft vom 7. Juni 1937 übertrug den gesamten Verkehrsbetrieb auf die Hauptgesellschafterin, die nun 77 % der Anteile hielt. Sie firmierte nun als Stettiner Stadtwerke GmbH – Abt. Straßenbahn und Kraftverkehr.
Nach dem Handbuch der öffentlichen Verkehrsbetriebe von 1940 betrug die Streckenlänge: 47,8 Kilometer (44,2 km zweigleisig, 3,6 km eingleisig). An Fahrzeugen waren 120 Triebwagen, 140 Beiwagen und 13 Arbeitswagen sowie 24 Omnibusse vorhanden.
Bis zum Beginn des Zweiten Weltkriegs war die Einwohnerzahl auf rund 350.000 Personen gewachsen. Nach dem ersten schweren Luftangriff vom 20./21. April 1943 begann ein stetiger Rückgang der Verkehrsleistungen, bis im ersten Quartal 1945 mit dem Näherrücken der Ostfront der Verkehr zum Erliegen kam; dem folgte ab 25. April 1945 die Räumung der Stadt.
Ein Teil der Belegschaft kehrte bald nach Kriegsende nach Stettin zurück und begann zusammen mit polnischem Personal, die Elektrizitätsversorgung und die Straßenbahn wieder betriebsfähig zu machen. Die Stadtwerke Stettin wurden am 7. Juli 1945 aufgelöst. An ihre Stelle trat der neue Verkehrsbetrieb Tramwaje i Autobusy miasta Szczecina. Der Straßenbahnverkehr konnte auf den beiden Teilstrecken vom Bahnhof Nemitz zum Berliner Tor und vom Kaiser-Wilhelm-Denkmal zur Schmiedestraße am 12. August 1945 wieder in Gang gesetzt werden.